# 圣若望洗礼堂 (锡耶纳)

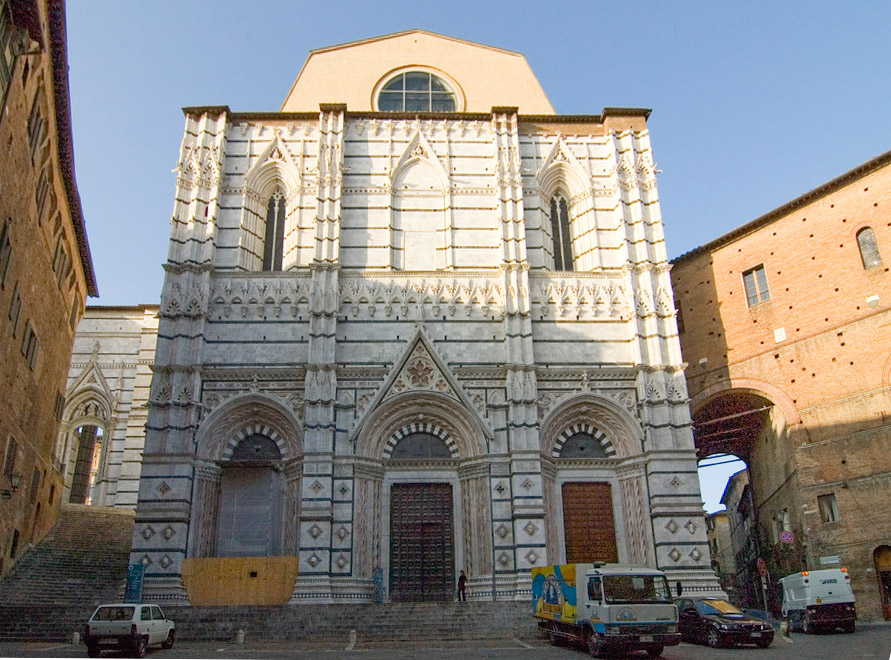
立面

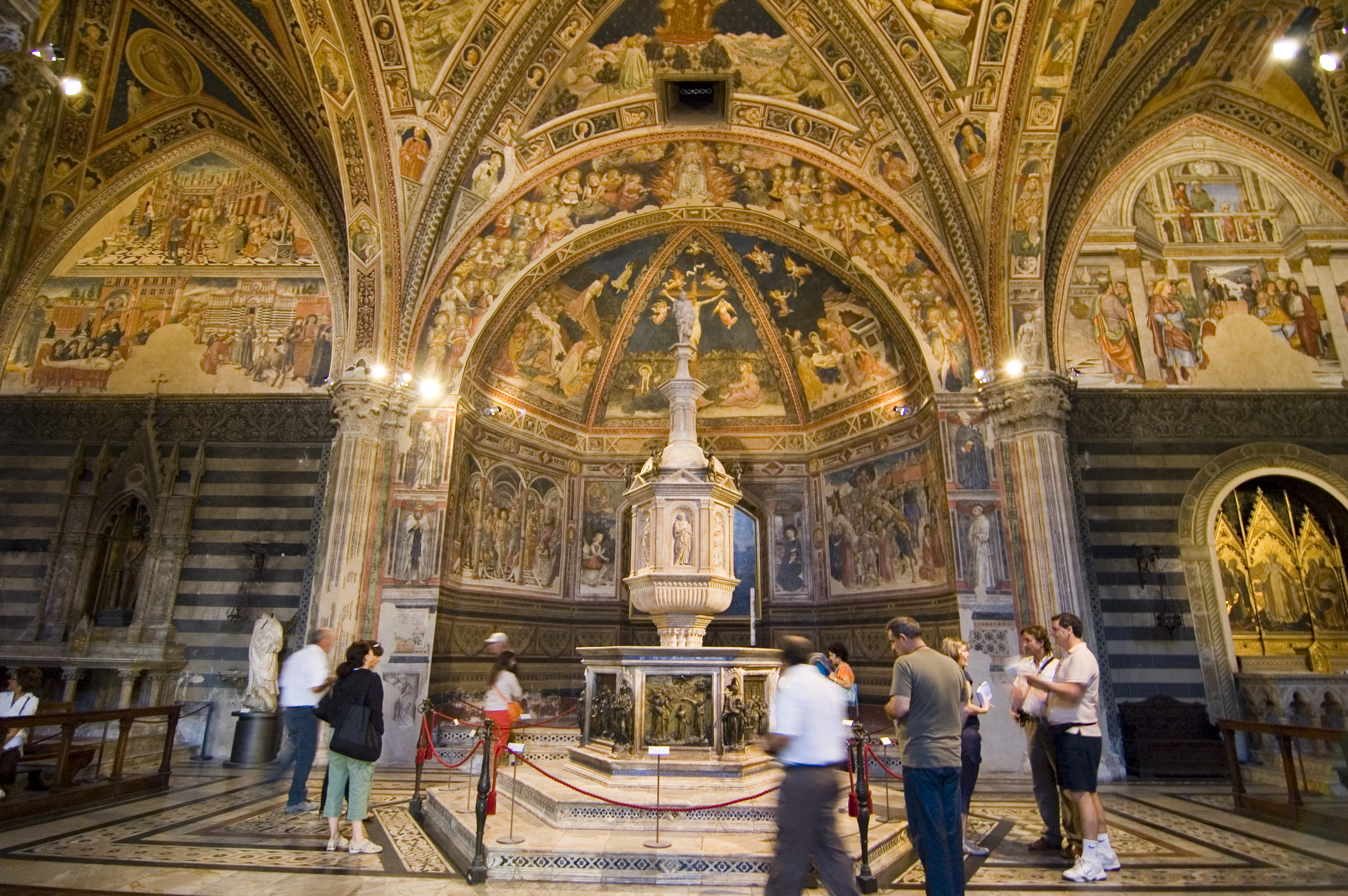
洗礼池

圣若望洗礼堂（意大利语：Battistero di San Giovanni）是意大利锡耶纳的一座宗教建筑，位于同名广场，靠近锡耶纳主教座堂的唱经楼。
圣若望洗礼堂兴建于1316年到1325年，设计师 Camaino di Crescentino。立面为哥特式，上部未完成，一如主教座堂的后殿。
在内部，长方形的大厅，分为中殿和两个走道，六角形的洗礼池用青铜，大理石，釉瓷建于1417至1431年，作者中包括当时著名雕塑家多那太罗、洛伦佐·吉贝尔蒂等人。上面描绘圣若望洗者的生平，其中包括：
- “向撒迦利亚报喜”，雅格布·德拉·奎尔恰（1428年至1429年）
- “圣若望洗者出生”，都灵的乔瓦尼（1427）
- “圣若望洗者传道”，都灵的乔瓦尼（1427）
- “基督受洗”，吉贝尔蒂（1427）
- “圣若望洗者被捕”，吉贝尔蒂和朱利安诺·迪·安德烈
- “希律王的宴会”，多那太罗（1427）

6个角上描绘人物形象，其中二个是多那太罗的作品（“信仰”和“希望”，1429年），三个是都灵的乔瓦尼的作品（“公义”，“慈善”和“天意”，1431），而“坚忍”是Goro di Ser Neroccio的作品（1431）。 
洗礼池上的大理石神龛是由雅格布·德拉·奎尔恰建于1427年到1429年。五个先知和顶部的圣若望洗者的大理石雕像都是他的作品。两个青铜天使是多那太罗的作品，三个是都灵的乔瓦尼的作品，第六个是一位不知名艺术家的作品。 
Template:Landmarks of Tuscany